# Каносский замок
Кано́сский за́мок (итал. Castello di Canossa) — разрушенный замок маркграфини Матильды Тосканской, расположенный в Апеннинах, в коммуне Каносса, в 18 километрах к югу от города Реджо-нель-Эмилия.
В 1077 году император Священной Римской империи Генрих IV совершил «хождение в Каноссу», прося у папы Григория VII отмены своего отлучения от церкви.
В 1092 году Генрих IV в ходе своего второго итальянского похода потерпел под Каноссой военное поражение от войск Матильды.
В настоящее время[когда?]

 Каносский замок представляет собой руины, дальнейшее разрушение которых остановлено благодаря реставрационным работам. В 1878 году Итальянское государство выкупило руины у графа Валентини и объявило их национальным памятником.